# Maison Remy
La maison Remy est une maison unifamiliale située dans la rue Isaac à Charleroi (Belgique). Elle a été conçue en 1933 par l'architecte Gaston Halloy pour Alphonse Remy, grossiste en meubles.

## Histoire
La longue verrière qui s'étendait horizontalement le long de la façade a été remplacé en 2007 par des vitres plus contemporaines.

## Architecture
Cette maison a été construite en 1933 par l'architecte communal de Jumet, Gaston Halloy. La façade Art déco s'inspire de l'Art nouveau viennois, définissant un dessin géométrique sobre et de grande ampleur. Pour cette construction, l'architecte aurait pris comme modèle une maison construite par Jef Huygh peu de temps auparavant, à Malines, rue Willem Geets no 25. Bien que la façade recouverte de simil-pierre soit à peine décorée, des éléments floraux apparaissent dans les pilastres ou les ferronneries du premier étage. La façade est marquée par un double pignon courbe qui surmonte les bow-windows du premier étage. Le bâtiment est divisé sur trois niveaux et le programme architectural reste inchangé par rapport à l'original. Le rez-de-chaussée comporte une entrée placée au centre, tandis qu'une porte de garage et une baie vitrée sont placées sur les côtés. Pour séparer ce niveau des deux autres étages, il y a trois bandes en surplomb qui suivent les courbes des bow-windows,.